# Seneca Gardens (Kentucky)
Pour les articles homonymes, voir Seneca Gardens.
Seneca Gardens est une ville américaine située dans le comté de Jefferson, dans le Kentucky. Selon le recensement de 2020, sa population est de 674 habitants.